# 村野盛政
村野盛政（むらの もりまさ、明和元年（1764年）- 文政2年（1819年））は、江戸時代後期、養蚕の振興に尽力し、狭山茶業を宮寺（入間市宮寺）の地に復興した功労者の一人。また小野派一刀流中西派の剣客で、俳人。俳号を瓢志と称した。

## 生涯
- 狭山茶開発のエピソードについては、吉川温恭の項を参照。

| スタブアイコン | サブスタブ | この項目は、まだ閲覧者の調べものの参照としては役立たない、人物に関連した書きかけの項目です。この項目を加筆・訂正などしてくださる協力者を求めています（P:人物伝/PJ:人物伝）。 |